# Geestemünder Turnverein
Der Geestemünder-Turnverein wurde in Geestemünde 1862 gegründet. Er befindet sich heute in Bremerhaven – Geestemünde.

## Geschichte
In Geestendorf gründete sich 1862 der Männer-Turnverein zu Geestendorf und kurz danach im Nachbarort Geestemünde der Geestemünder Turnverein. Beide Vereine fusionierten 1866 als Geestendorf-Geestemünder-Turnverein, der 1890, nach dem Zusammenschluss beider Gemeinden, als GTV firmierte. 1896 nahm der GTV auch Frauen und Mädchen auf. 1919 wurde die Schwimmabteilung mit auch Wasserballangeboten gegründet. 1921/22 entstanden im GTV die Fußball-, Handball-, Leichtathletik- und Tennis- sowie 1922 die Tischtennisabteilung. 1923 ging aus der Fußballabteilung ein neuer Verein hervor; 1930 entstand aber wieder eine neue Fußballabteilung. Die Handballer nahmen in den 1920er- und 1930er-Jahren immer an Meisterschaften und Endrundenspielen teil. Von 1936 bis 1940 waren die GTV Leichtathleten führend im Kreis.
Nach dem Zweiten Weltkrieg bildeten alle Geestemünder Vereine zunächst die Sportgemeinschaft Geestemünde. Seit 1948 bestand wieder der GTV. Von 1950 bis 1965 war in der Aufbauzeit Carsten Döscher Vereinsvorsitzender; ihm folgte bis 1972 Georg Kohlmann, bis 1992 Jörn Model und bis 2005 Jens Klempow. 1957 erfolgte der Neubau des Vereinshauses am Sportplatz Bürgerpark (1980: Um- und Anbau, 1989: Fitnessraum).1976 kam die Schießsportabteilung hinzu.

## Mitglieder und Sportangebote
Der GTV hatte 1882 schon 188 Mitglieder und wuchs dann rasant; 1990 rund 3000 Mitglieder und aktuell rund 1600 (2012). Der Breitensport wurde ein wichtiges Ziels des Vereins.
Er hat folgende Sportangebote:

Badminton, Chor, Fußball, Handballgemeinschaft Bremerhaven, Jugger-Spiel, Karate, Leichtathletik, Schießsport, Schwimmen, Tischtennis, Turnen und Volleyball.

## Sportstätten
- 1866: Janßens Garten (später Oldenburger Hof, Ecke Thee- und Georgstraße)
- 1882: Turnhalle am Holzhafen, 1957 Grundstücksverkauf
- 1954: Der neue Sportplatz im Bürgerpark
- 1973: GTV-Kleinfeldstadion
- 1975: Hallenbad Süd nach 2011 evtl. Bad 2, Schillerstraße 144
- 1985 bis 2011: Sporthalle der ehemaligen Hermann-Löns-Schule, Nutzung anderer Hallen
- 1976: Schießsportanlage in Wulsdorf

## Persönlichkeiten
- Gabriele Askamp (* 1955), Olympiateilnehmerin und dreifache Deutsche Schwimmmeisterin.[1]
- J. Heinrich Kramer (1907–1986), Unternehmer und Vereinsförderer
- Ragnar Skanåker (* 1934), schwedischer Sportschütze, Freie Pistole, achtmal Olympiateilnehmer von 1972 bis 1996 und 2004 mit einer Gold- zwei Silde- und einer Bronzemedaille. Einige Jahre lang war er als Schütze in der Luftpistolen-Bundesliga für den GTV tätig.